# Sân vận động Parken
Sân vận động Parken, được biết đến vì lý do tài trợ là Telia Parken từ năm 2014 đến năm 2020, là một sân vận động bóng đá ở quận Indre Østerbro (Nội Østerbro) của Copenhagen, Đan Mạch, được xây dựng từ năm 1990 đến năm 1992. Sân vận động có mái che có thể thu vào, hiện có sức chứa 38.065 chỗ ngồi cho các trận đấu bóng đá, và là sân nhà của FC Copenhagen và đội tuyển bóng đá quốc gia Đan Mạch. Sức chứa cho các buổi hòa nhạc vượt quá khả năng cho các trận đấu - sân vận động có thể chứa tới 50.000 người với thiết lập ở giai đoạn cuối và 55.000 người với thiết lập ở giai đoạn trung tâm.
Telia Parken đã được công bố là một trong 12 địa điểm đăng cai của Giải vô địch bóng đá châu Âu 2020. Sân sẽ tổ chức ba trận đấu vòng bảng, cũng như vòng 16 đội.
Geranium, một nhà hàng ba sao Michelin, nằm trên tầng tám của sân vận động.

## Lịch sử

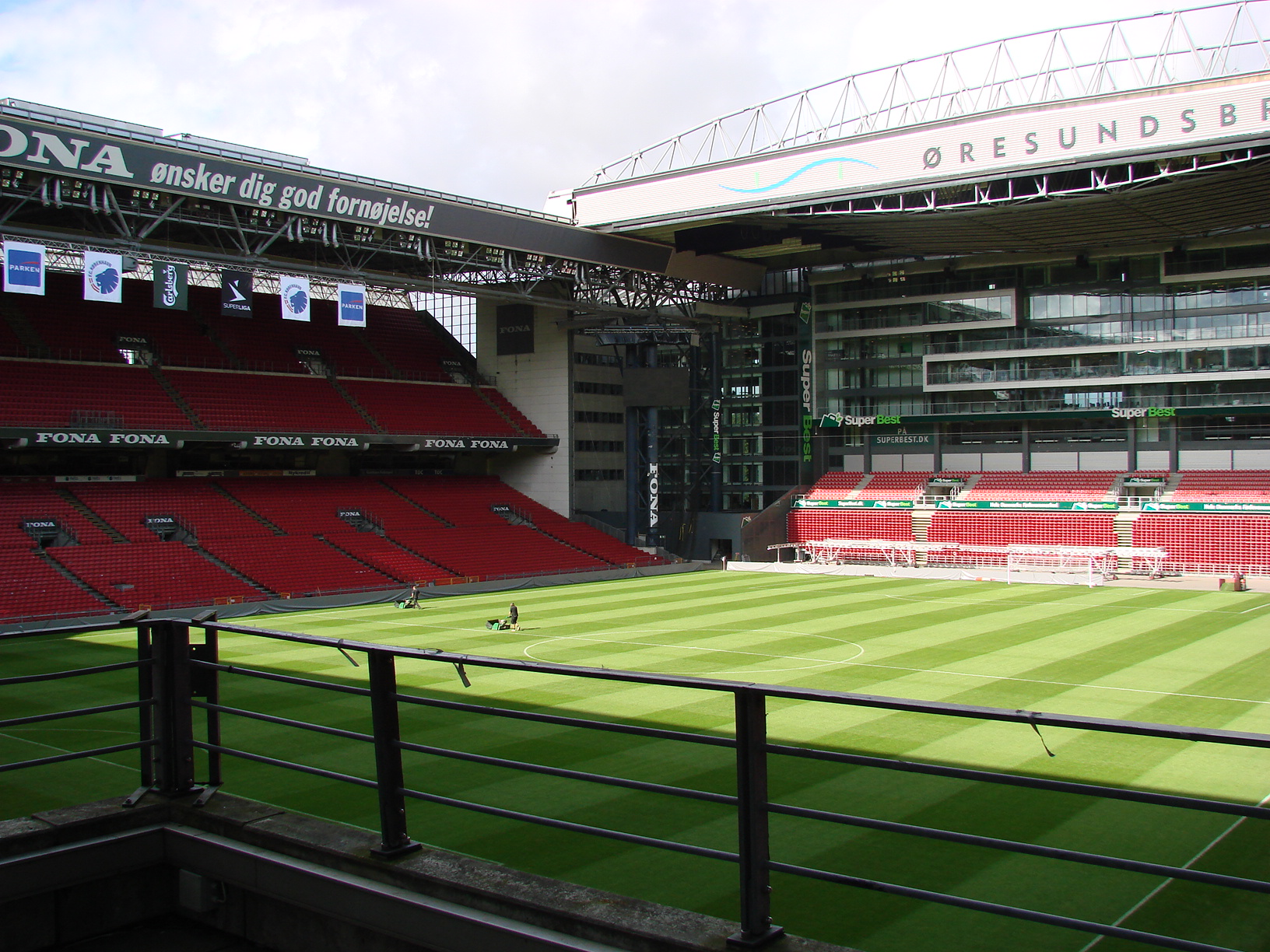
Mặt sân Telia Parken

Telia Parken, ban đầu được đặt tên là Parken, được xây dựng trên địa điểm của sân vận động quốc gia Đan Mạch cũ, Idrætsparken, từ năm 1990 đến năm 1992. Trận đấu cuối cùng của đội tuyển quốc gia ở Idrætsparken là trận thua 0–2 tại vòng loại Euro 1992 trước Nam Tư vào ngày 14 tháng 11 năm 1990, và vào ngày 9 tháng 9 năm 1992, Parken đã mở màn với thất bại 1–2 trong trận giao hữu với Đức.
Sân vận động được xây dựng lại bởi các nhà đầu tư Baltica Finans A/S để đảm bảo cho Hiệp hội bóng đá Đan Mạch rằng tất cả các trận đấu quốc gia sẽ được tổ chức tại Parken trong 15 năm. Việc xây dựng lại, hạ xuống và xây dựng lại ba trong số bốn khán đài ban đầu, tiêu tốn 640 triệu Krone Đan Mạch.
Năm 1998, Baltica Finans đã bán sân vận động cho F.C. Copenhagen với giá 138 triệu DKK, và câu lạc bộ hiện sở hữu cả sân vận động và các tòa nhà văn phòng liền kề trong công ty của Parken Sport & Entertainment.
Parken đã được đưa vào danh sách các sân vận động 4 sao của UEFA vào mùa thu năm 1993, khiến Parken đủ điều kiện để tổ chức trận chung kết Europa League (trước đây được đặt tên là Cúp UEFA) cũng như UEFA Cup Winners' Cup hiện không còn tồn tại. Là một sân vận động 4 sao, nhưng Parken không thể đăng ký vào trận đấu câu lạc bộ lớn nhất châu Âu, trận chung kết UEFA Champions League, vì điều đó đòi hỏi ít nhất 50.000 chỗ ngồi.
Vào ngày 2 tháng 6 năm 2007, Parken là nơi đã diễn ra vụ tấn công người hâm mộ tại vòng loại Euro 2008.
Vào ngày 1 tháng 5 năm 2014, một sân vận động mới bao gồm giải pháp Wi-Fi, do Telia cung cấp đã được xuất bản. Thỏa thuận này cung cấp Wi-Fi tốc độ cao miễn phí cho tất cả khán giả tại bất kỳ sự kiện nào tại sân vận động. Thỏa thuận bao gồm tài trợ đặt tên dài 7 năm và vào ngày 17 tháng 7 năm 2014, tên sân vận động đã được đổi thành Telia Parken.
Vào ngày 26 tháng 8 năm 2020, sân được thông báo rằng tên sân vận động sẽ được hoàn nguyên trở lại tên ban đầu, Parken, 5 ngày sau vào ngày 31 tháng 8.

## Một số sự kiện thể thao chú ý

### Vòng loại World Cup 2006
| Ngày                 | Giờ   | Đội      | Kết quả | Đội        | Vòng   |
| -------------------- | ----- | -------- | ------- | ---------- | ------ |
| 4 tháng 9 năm 2004   | 20:00 | Đan Mạch | 1 - 1   | Ukraina    | Bảng 2 |
| 13 tháng 10 năm 2004 | 20:00 | Đan Mạch | 1 - 1   | Thổ Nhĩ Kỳ | Bảng 2 |
| 26 tháng 3 năm 2005  | 20:00 | Đan Mạch | 3 - 0   | Kazakhstan | Bảng 2 |
| 8 tháng 6 năm 2005   | 20:00 | Đan Mạch | 3 - 1   | Albania    | Bảng 2 |
| 7 tháng 9 năm 2005   | 20:00 | Đan Mạch | 6 - 1   | Gruzia     | Bảng 2 |
| 8 tháng 10 năm 2005  | 20:00 | Đan Mạch | 1 - 0   | Hy Lạp     | Bảng 2 |

### Vòng loại Euro 2008
| Ngày                 | Giờ   | Đội      | Kết quả | Đội         | Vòng   |
| -------------------- | ----- | -------- | ------- | ----------- | ------ |
| 7 tháng 10 năm 2006  | 20:00 | Đan Mạch | 0 - 0   | Bắc Ireland | Bảng F |
| 2 tháng 6 năm 2007   | 20:00 | Đan Mạch | 0 - 3   | Thụy Điển   | Bảng F |
| 17 tháng 10 năm 2007 | 20:00 | Đan Mạch | 3 - 1   | Latvia      | Bảng F |
| 21 tháng 11 năm 2007 | 20:00 | Đan Mạch | 3 - 0   | Iceland     | Bảng F |

### Vòng loại World Cup 2010
| Ngày                 | Giờ   | Đội      | Kết quả | Đội        | Vòng   |
| -------------------- | ----- | -------- | ------- | ---------- | ------ |
| 11 tháng 10 năm 2008 | 20:00 | Đan Mạch | 3 - 0   | Malta      | Bảng 1 |
| 1 tháng 4 năm 2009   | 20:15 | Đan Mạch | 3 - 0   | Albania    | Bảng 1 |
| 5 tháng 9 năm 2009   | 20:00 | Đan Mạch | 1 - 1   | Bồ Đào Nha | Bảng 1 |
| 10 tháng 10 năm 2009 | 20:00 | Đan Mạch | 1 - 0   | Thụy Điển  | Bảng 1 |
| 14 tháng 10 năm 2009 | 20:45 | Đan Mạch | 0 - 1   | Hungary    | Bảng 1 |

### Vòng loại Euro 2012
| Ngày                 | Giờ   | Đội      | Kết quả | Đội        | Vòng   |
| -------------------- | ----- | -------- | ------- | ---------- | ------ |
| 7 tháng 9 năm 2010   | 20:15 | Đan Mạch | 1 - 0   | Iceland    | Bảng H |
| 12 tháng 10 năm 2010 | 20:15 | Đan Mạch | 2 - 0   | Síp        | Bảng H |
| 6 tháng 9 năm 2011   | 20:15 | Đan Mạch | 2 - 0   | Na Uy      | Bảng H |
| 11 tháng 10 năm 2011 | 20:15 | Đan Mạch | 2 - 1   | Bồ Đào Nha | Bảng H |

### Vòng loại World Cup 2014
| Ngày                 | Giờ   | Đội      | Kết quả | Đội          | Vòng   |
| -------------------- | ----- | -------- | ------- | ------------ | ------ |
| 8 tháng 9 năm 2012   | 20:15 | Đan Mạch | 0 - 0   | Cộng hòa Séc | Bảng B |
| 26 tháng 3 năm 2013  | 20:15 | Đan Mạch | 1 - 1   | Bulgaria     | Bảng B |
| 11 tháng 6 năm 2013  | 20:15 | Đan Mạch | 0 - 4   | Armenia      | Bảng B |
| 11 tháng 10 năm 2013 | 20:15 | Đan Mạch | 2 - 2   | Ý            | Bảng B |
| 15 tháng 10 năm 2013 | 20:15 | Đan Mạch | 6 - 0   | Malta        | Bảng B |

### Vòng loại Euro 2016
| Ngày                 | Giờ   | Đội      | Kết quả | Đội        | Vòng   |
| -------------------- | ----- | -------- | ------- | ---------- | ------ |
| 7 tháng 9 năm 2014   | 18:00 | Đan Mạch | 2 - 1   | Armenia    | Bảng I |
| 14 tháng 10 năm 2014 | 20:45 | Đan Mạch | 0 - 1   | Bồ Đào Nha | Bảng I |
| 13 tháng 6 năm 2015  | 20:45 | Đan Mạch | 2 - 0   | Serbia     | Bảng I |
| 4 tháng 9 năm 2015   | 20:45 | Đan Mạch | 0 - 0   | Albania    | Bảng I |

### Vòng loại World Cup 2018
| Ngày                 | Giờ   | Đội      | Kết quả | Đội        | Vòng   |
| -------------------- | ----- | -------- | ------- | ---------- | ------ |
| 4 tháng 9 năm 2016   | 18:00 | Đan Mạch | 1 - 0   | Armenia    | Bảng E |
| 11 tháng 11 năm 2016 | 20:45 | Đan Mạch | 4 - 1   | Kazakhstan | Bảng E |
| 1 tháng 9 năm 2017   | 20:45 | Đan Mạch | 4 - 0   | Ba Lan     | Bảng E |
| 8 tháng 10 năm 2017  | 18:00 | Đan Mạch | 1 - 1   | România    | Bảng E |

### Vòng loại Euro 2020
| Ngày                 | Giờ   | Đội      | Kết quả | Đội              | Vòng   |
| -------------------- | ----- | -------- | ------- | ---------------- | ------ |
| 7 tháng 6 năm 2019   | 20:45 | Đan Mạch | 1 - 1   | Cộng hòa Ireland | Bảng D |
| 10 tháng 6 năm 2019  | 20:45 | Đan Mạch | 5 - 1   | Gruzia           | Bảng D |
| 12 tháng 10 năm 2019 | 20:45 | Đan Mạch | 1 - 0   | Thụy Sĩ          | Bảng D |
| 15 tháng 11 năm 2019 | 20:45 | Đan Mạch | 6 - 0   | Gibraltar        | Bảng D |

### Euro 2020
| Ngày                | Giờ   | Đội      | Kết quả       | Đội         | Vòng        |
| ------------------- | ----- | -------- | ------------- | ----------- | ----------- |
| 12 tháng 6 năm 2021 | 18:00 | Đan Mạch | 0 - 1         | Phần Lan    | Bảng B      |
| 17 tháng 6 năm 2021 | 18:00 | Đan Mạch | 1 - 2         | Bỉ          | Bảng B      |
| 21 tháng 6 năm 2021 | 21:00 | Nga      | 1 - 4         | Đan Mạch    | Bảng B      |
| 28 tháng 6 năm 2021 | 18:00 | Croatia  | 3 - 5 (s.h.p) | Tây Ban Nha | Vòng 16 đội |

### Vòng loại World Cup 2022
| Ngày                 | Giờ   | Đội      | Kết quả | Đội            | Vòng   |
| -------------------- | ----- | -------- | ------- | -------------- | ------ |
| 1 tháng 9 năm 2021   | 20:45 | Đan Mạch | 2 - 0   | Scotland       | Bảng F |
| 7 tháng 9 năm 2021   | 20:45 | Đan Mạch | 5 - 0   | Israel         | Bảng F |
| 12 tháng 10 năm 2021 | 20:45 | Đan Mạch | 1 - 0   | Áo             | Bảng F |
| 12 tháng 11 năm 2021 | 20:45 | Đan Mạch | 3 - 1   | Quần đảo Faroe | Bảng F |

### Vòng loại Euro 2024
| Ngày                 | Giờ   | Đội      | Kết quả | Đội         | Vòng   |
| -------------------- | ----- | -------- | ------- | ----------- | ------ |
| 23 tháng 3 năm 2023  | 20:45 | Đan Mạch | 3 - 1   | Phần Lan    | Bảng H |
| 16 tháng 6 năm 2023  | 20:45 | Đan Mạch | 1 - 0   | Bắc Ireland | Bảng H |
| 7 tháng 9 năm 2023   | 20:45 | Đan Mạch | 4 - 0   | San Marino  | Bảng H |
| 14 tháng 10 năm 2023 | 20:45 | Đan Mạch | 3 - 1   | Kazakhstan  | Bảng H |
| 17 tháng 11 năm 2023 | 20:45 | Đan Mạch | 2 - 1   | Slovenia    | Bảng H |

## Địa điểm buổi hòa nhạc
Parken cũng được sử dụng làm nơi tổ chức buổi hòa nhạc và đã tổ chức Eurovision Song Contest 2001. Do đó, để biến Parken thành một địa điểm hữu ích hơn nói chung, một mái che có thể thu vào được áp dụng cho cấu trúc hiện có vào năm 2000 và 2001.
Các nhạc sĩ như Coldplay, Beyoncé, Jay-Z, Whitney Houston, Take That, Pink, Madonna, Britney Spears, AC/DC, Pink Floyd, Eric Clapton, Red Hot Chili Peppers, Celine Dion, Tiësto, Depeche Mode, The Rolling Stones, U2, Bon Jovi, The Black Eyed Peas, Pet Shop Boys, Kashmir, Pharrell, Mew, Robbie Williams, George Michael, R.E.M., Metallica, Bruce Springsteen, Muse, Tina Turner, David Bowie, Elton John, Roger Waters, Paul McCartney, Lady Gaga, Justin Bieber, One Direction, Guns N' Roses, Volbeat và Michael Jackson đã biểu diễn tại Parken.
Buổi hòa nhạc lớn nhất từng được tổ chức tại Parken là buổi biểu diễn của Michael Jackson vào ngày 14 tháng 8 năm 1997, trong chuyến lưu diễn của anh, với 60.000 vé được bán, chương trình thứ hai được tổ chức vào ngày 29, trong đó Michael có một bữa tiệc sinh nhật bất ngờ sau buổi biểu diễn của "You Are Not Alone".